# Sciocoris sideritidis
Sciocoris sideritidis ist eine Wanze aus der Familie der Baumwanzen (Pentatomidae).

## Merkmale
Die Wanzen werden 4-6 mm lang. Sie sind blass braun gefärbt und haben ein charakteristisches, breites und seitlich erweitertes Connexivum (auf der Seite sichtbarer Teil des Abdomens) und einen sehr stark abgerundeten Kopf. Die Membran weist dunkle Flecke auf. Die Wanzenart Sciocoris sideritidis lässt sich auf Dorsal-Fotos nur unsicher von den nahe verwandten Arten Sciocoris maculatus und Sciocoris canariensis trennen. Der Kopf von Sciocoris sideritidis gilt im Gegensatz zu S. maculatus als lang gestreckter, die hellen seitlichen Ränder des Halsschilds sind gewöhnlich stärker ausgeprägt. Für eine sichere Bestimmung ist eine Untersuchung der männlichen Genitalien notwendig.

## Verbreitung
Sciocoris sideritidis ist im westlichen Mittelmeerraum verbreitet. Die Wanzenart kommt in Italien, in Slowenien, in der Schweiz, an der französischen Mittelmeerküste, auf Korsika, auf Sardinien, auf Sizilien und auf Malta sowie im Maghreb (Tunesien, Algerien, Marokko) vor. Vermutlich ist die Art auch auf der Iberischen Halbinsel, insbesondere in Katalonien, vertreten. Außerdem kommt die Art in Makaronesien (Kanarische Inseln und Madeira) vor.

## Lebensweise
Zu den Wirtspflanzen von Sciocoris sideritidis gehören Greiskräuter (Senecio). Ferner wird das auf Madeira vorkommende  Aeonium glandulosum aus der Familie der Dickblattgewächse sowie die auf den Kanarischen Inseln vorkommende Pflanzenart Sideritis dendro-chahorra aus der Gattung der Gliedkräuter als Futterpflanze der Larven genannt. Die Nymphen beobachtet man im Juni und Juli.

## Bilder
Die folgenden Bilder zeigen ein Imago in Seitenansicht sowie zwei Nymphenstadien von Sciocoris cf. sideritidis.

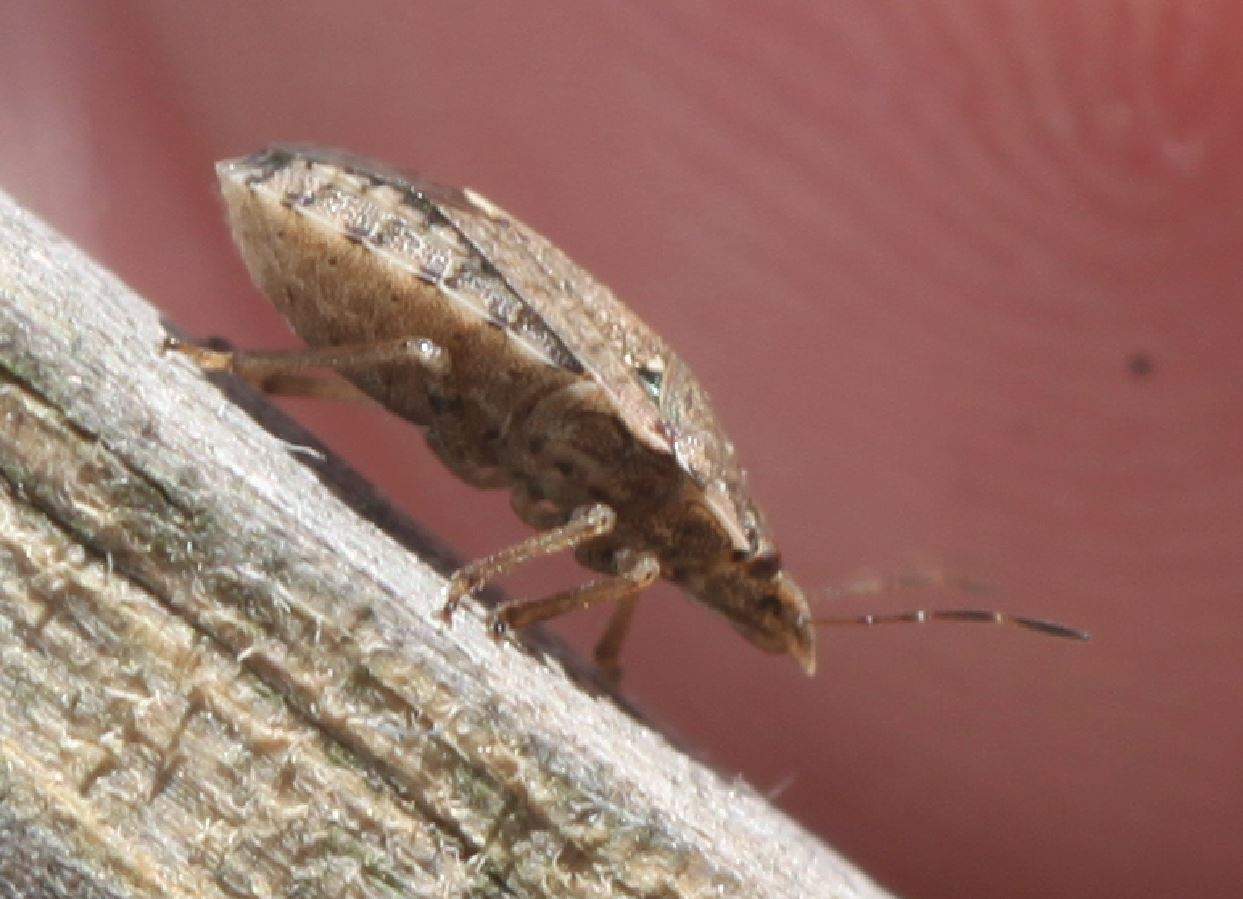
Seitenansicht
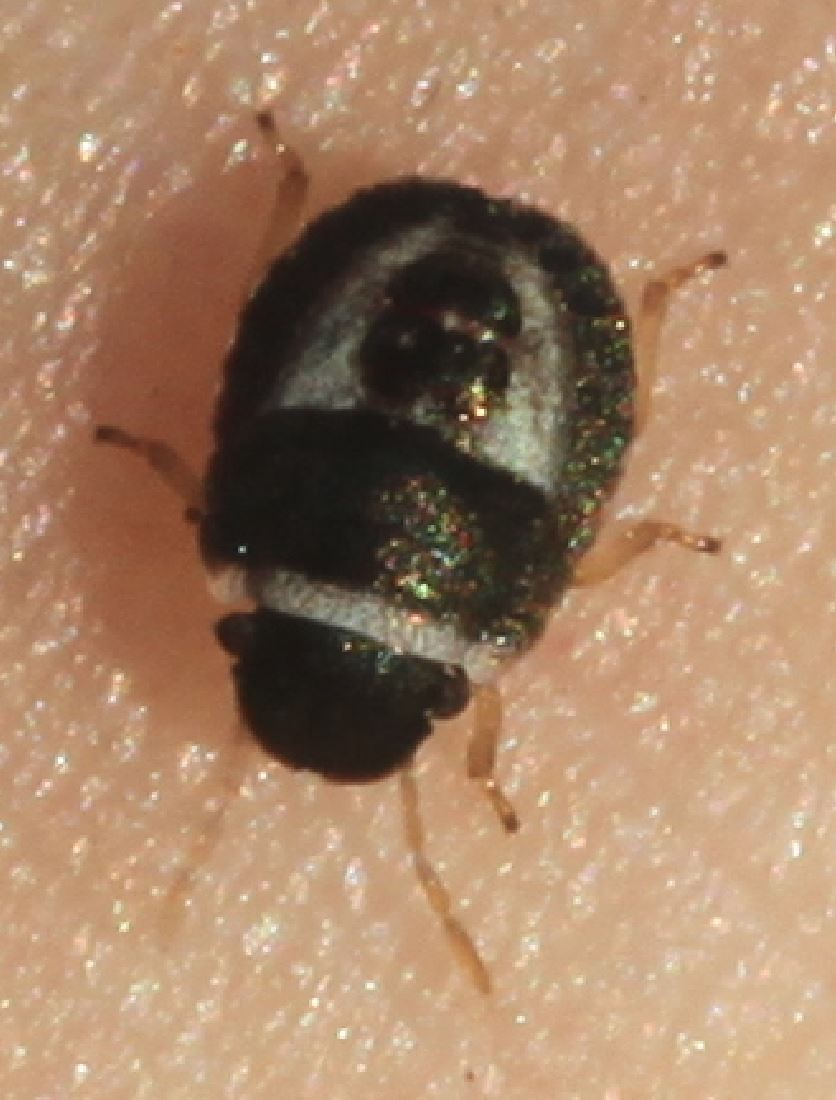
Jungnymphe
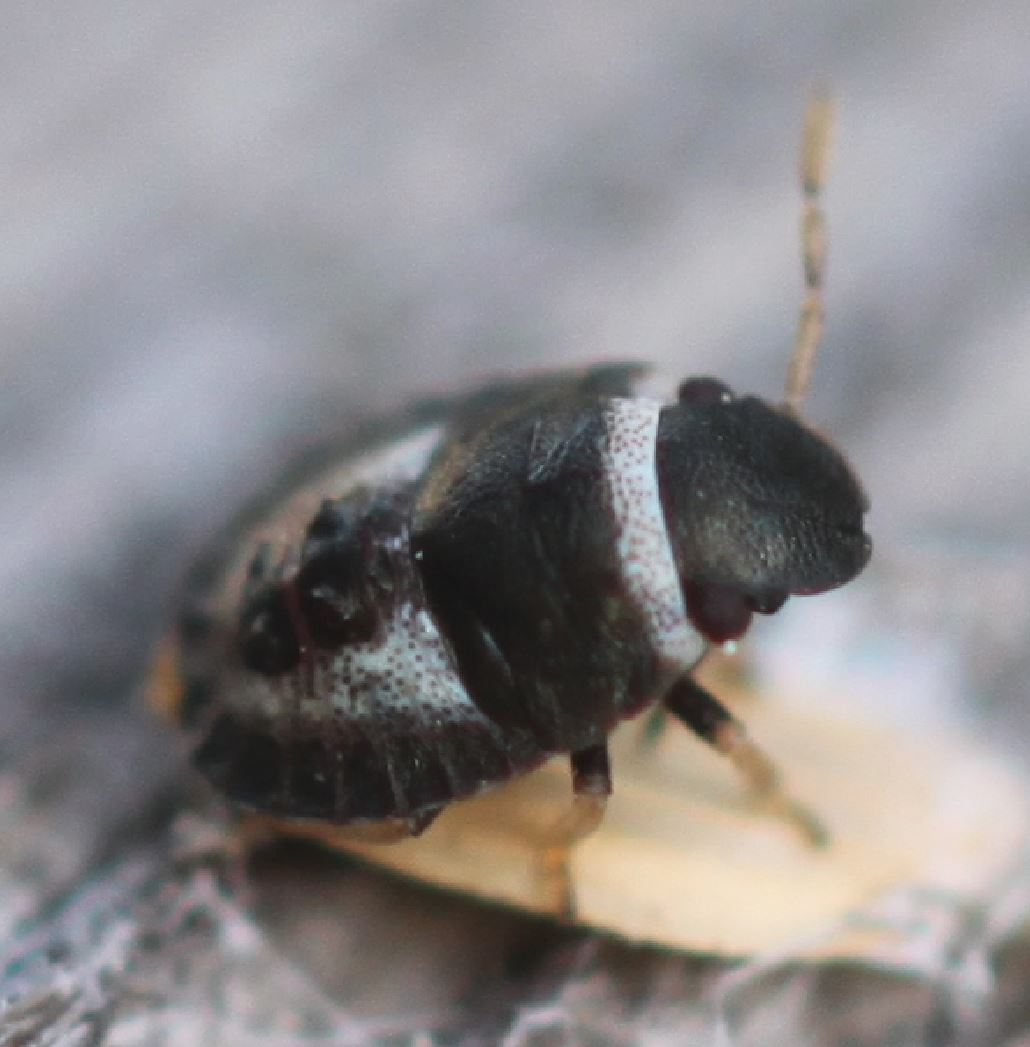
Jungnymphe
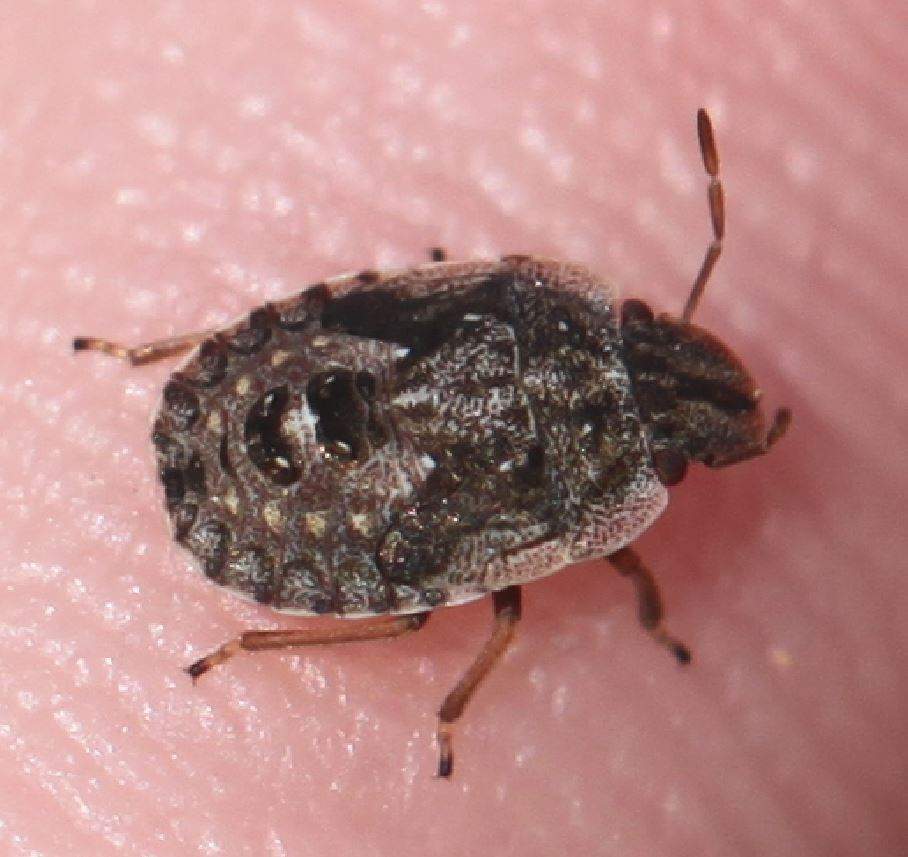
Reifere Nymphe
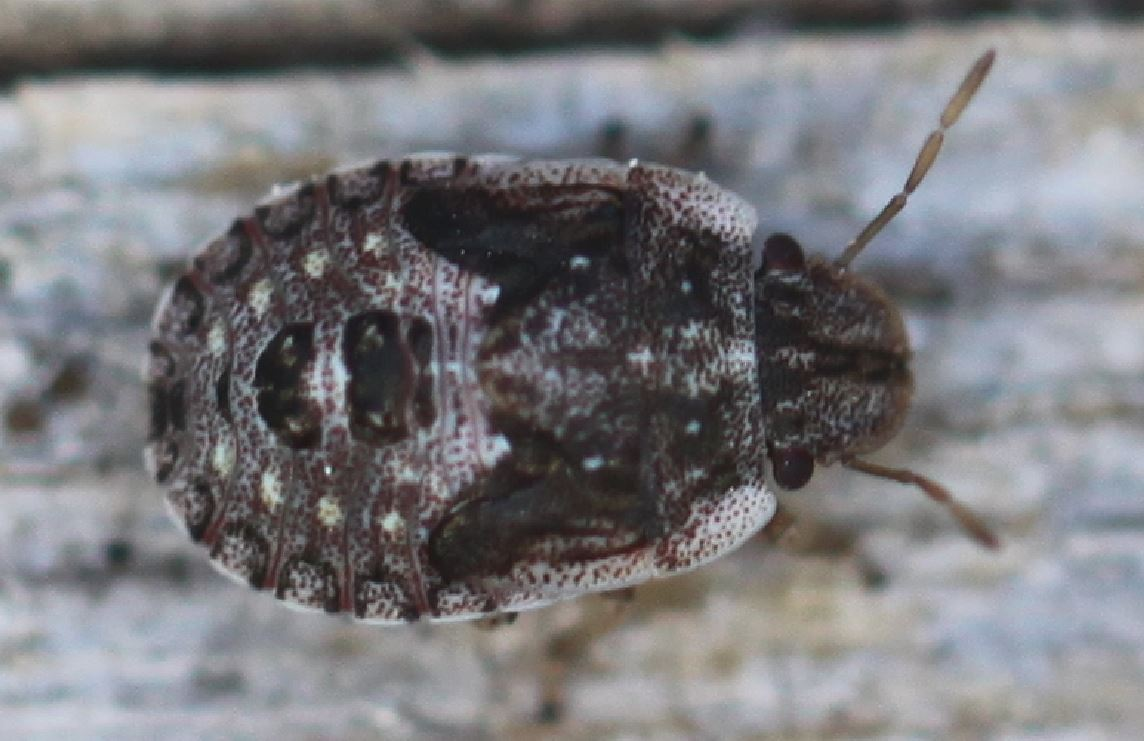
Reifere Nymphe